# リーズン (メラニー・チズムのアルバム)
『リーズン』（Reason）は、スパイス・ガールズのメラニー・チズムの2枚目のオリジナル・アルバム。2003年3月10日にヴァージン・レコードから発売された。UKアルバムチャートで5位を記録。発売したその週で3万876枚を売り上げる。また、ファーストアルバムと同じくゴールド・ディスクをイギリスで獲得する。

## トラック・リスト
1. "Here It Comes Again" – 4:21
2. "Reason"  – 4:20
3. "Lose Myself In You" – 4:15
4. "On The Horizon"  – 3:39
5. "Positively Somewhere"  – 3:46
6. "Melt"  – 3:47
7. "Do I"  – 3:37
8. "Soul Boy"– 4:31
9. "Water"  – 3:40
10. "Home"  – 4:42
11. "Let's Love"  – 3:26
12. "Yeh Yeh Yeh"  – 4:19
13. "Independence Day" - 4:20
14. "Love To You" - 4:36

## チャート・順位変動
| 順位 | 5 (30,876枚) | 19 | 37 | 67 | 83 | 101 | 168 | 192 | 184 | 176 | 141 | 109 | 118 | 81 | 99 | 185 | 198(re) | 109 | 100 | 145 |